# Jardin botanique de la reine Sirikit
Le jardin botanique de la reine Sirikit (thaï : สวนพฤกษศาสตร์สมเด็จพระนางเจ้าสิริกิติ์) dans le tambon de Mae Sa (en) de la province de Chiang Mai en Thaïlande a été créé en 1992 et est sous les auspices du ministère thaï des ressources naturelles et de l'environnement (en). Son but est de mener et de promouvoir la recherche botanique, la biodiversité et la conservation des ressources végétales naturelles de la Thaïlande.
Originellement appelé « jardin botanique de Mae Sa », il a été rebaptisé en 1994 d'après le nom de la reine de Thaïlande Sirikit Kitiyakara.

## Localisation
Il est situé à 27 km au nord-ouest de la ville de Chiang Mai, à 50 minutes de route, dans le tambon de Mae Sa (en) de l' amphoe Mae Rim (en), à proximité du parc national de Doi Suthep-Pui.

## Description
Le jardin d'environ 1 000 ha se trouve sur le flanc d'une vallée.
Il contient une vaste collection de plantes exotiques et indigènes répartie dans douze serres : 
- plantes exotiques des déserts comprenant des plantes succulentes dont des cactus et des agaves, des aloès et des euphorbes ;
- plantes indigènes des forêts tropicales humides et des forêts tropicales calcaires incluant des dipterocarpaceae, des légumineuses fabaceae, des annonaceae, des moraceae, des magnoliaceae etc ;
- plantes aquatiques dont des nymphaea, plantes médicinales, plantes carnivores, orchidées bulbophyllum et dendrobium ... et fougères etc.

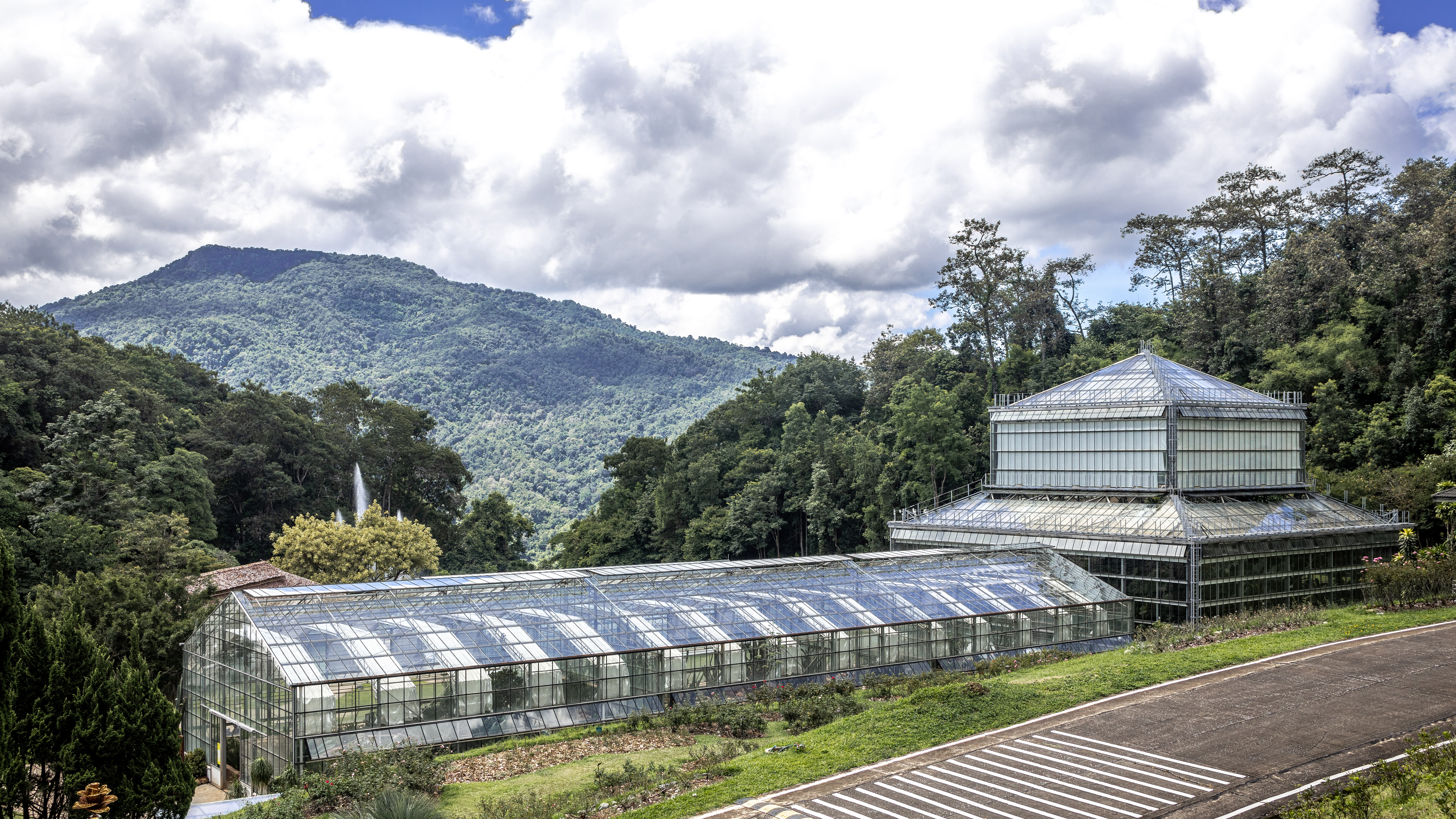
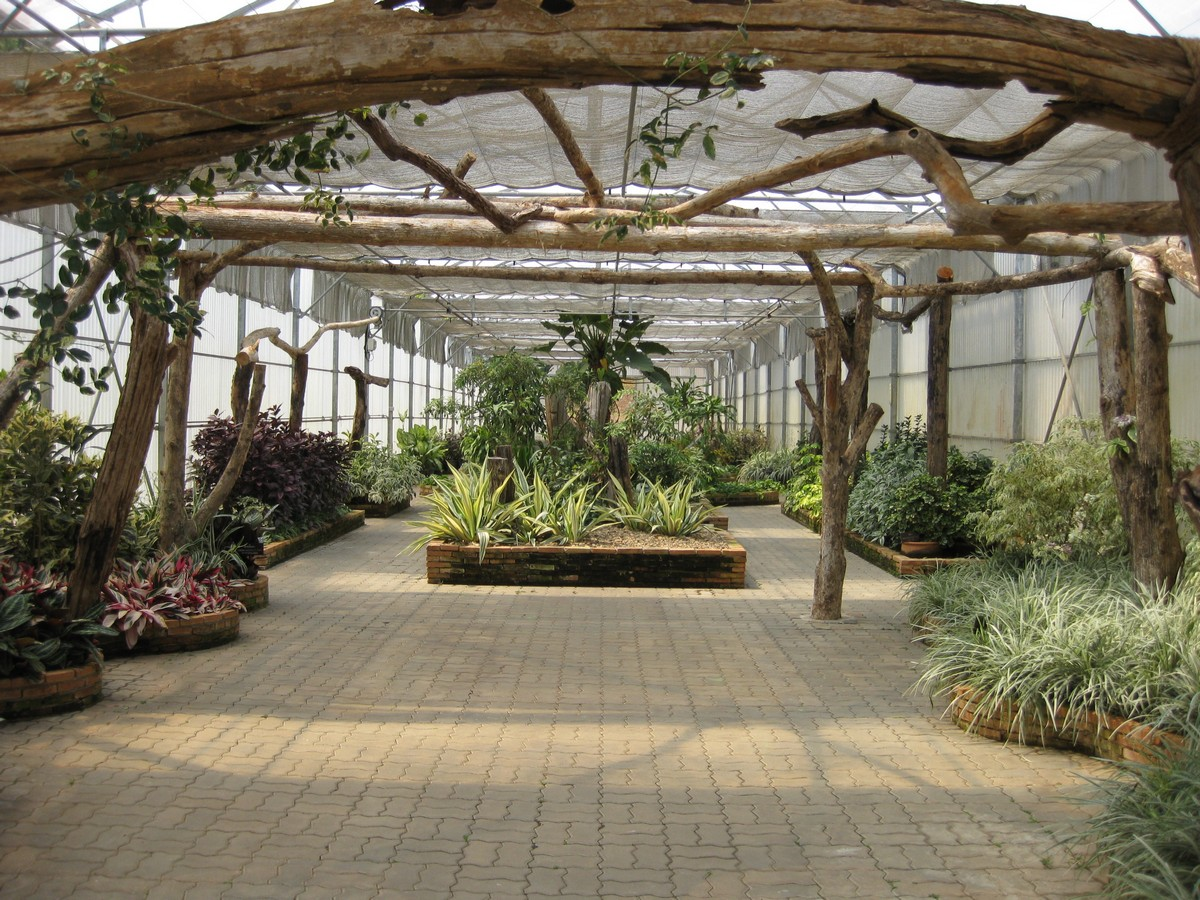
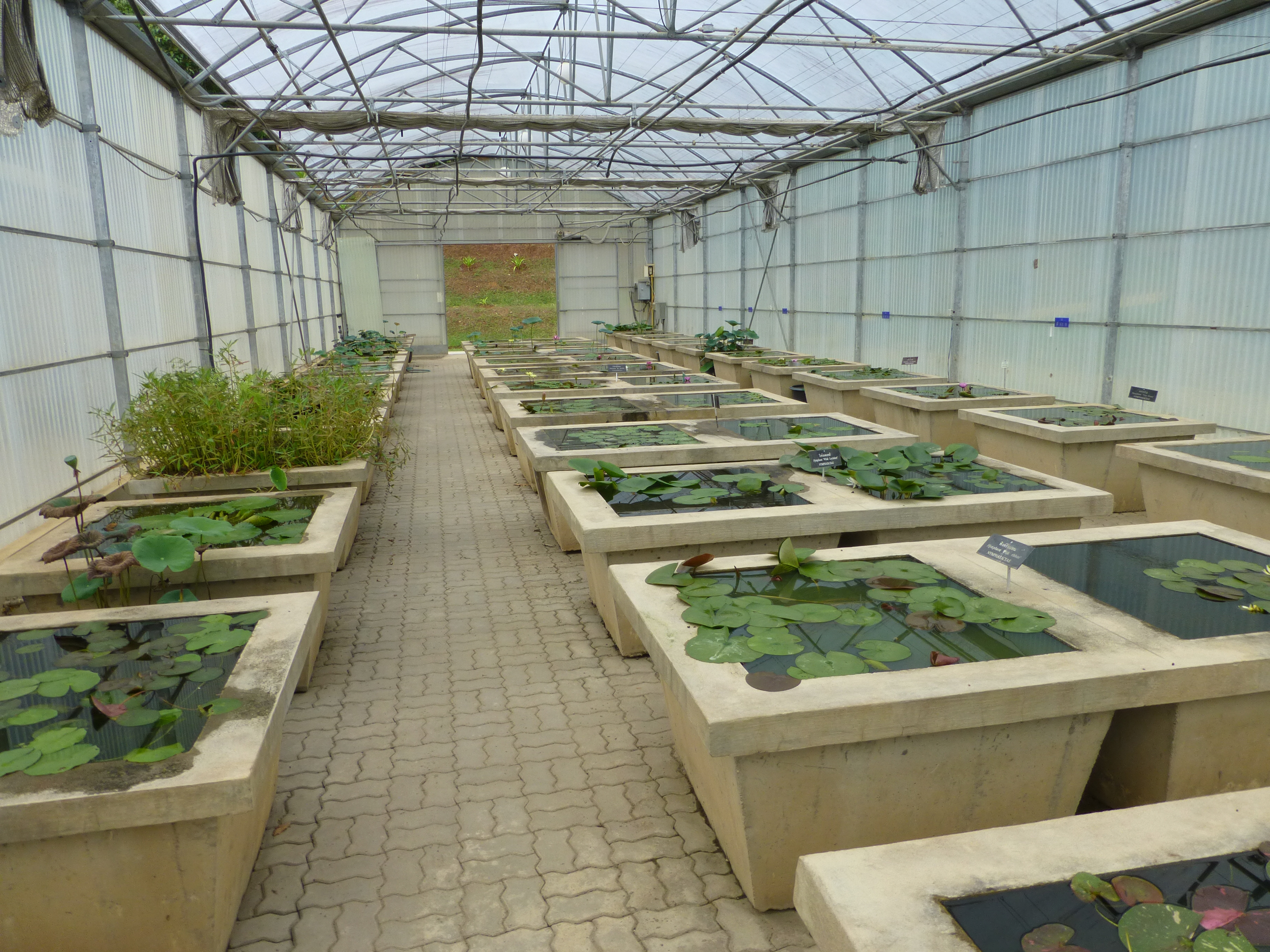
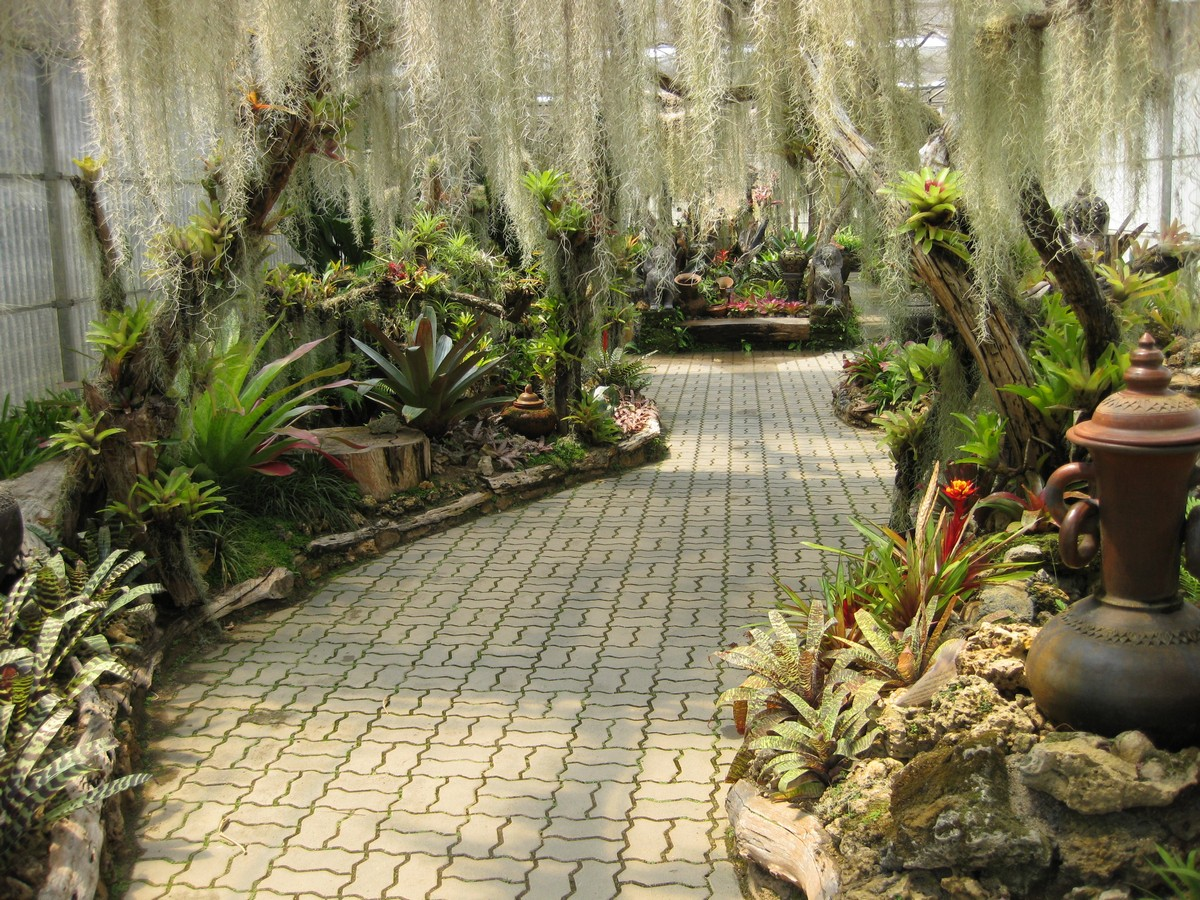
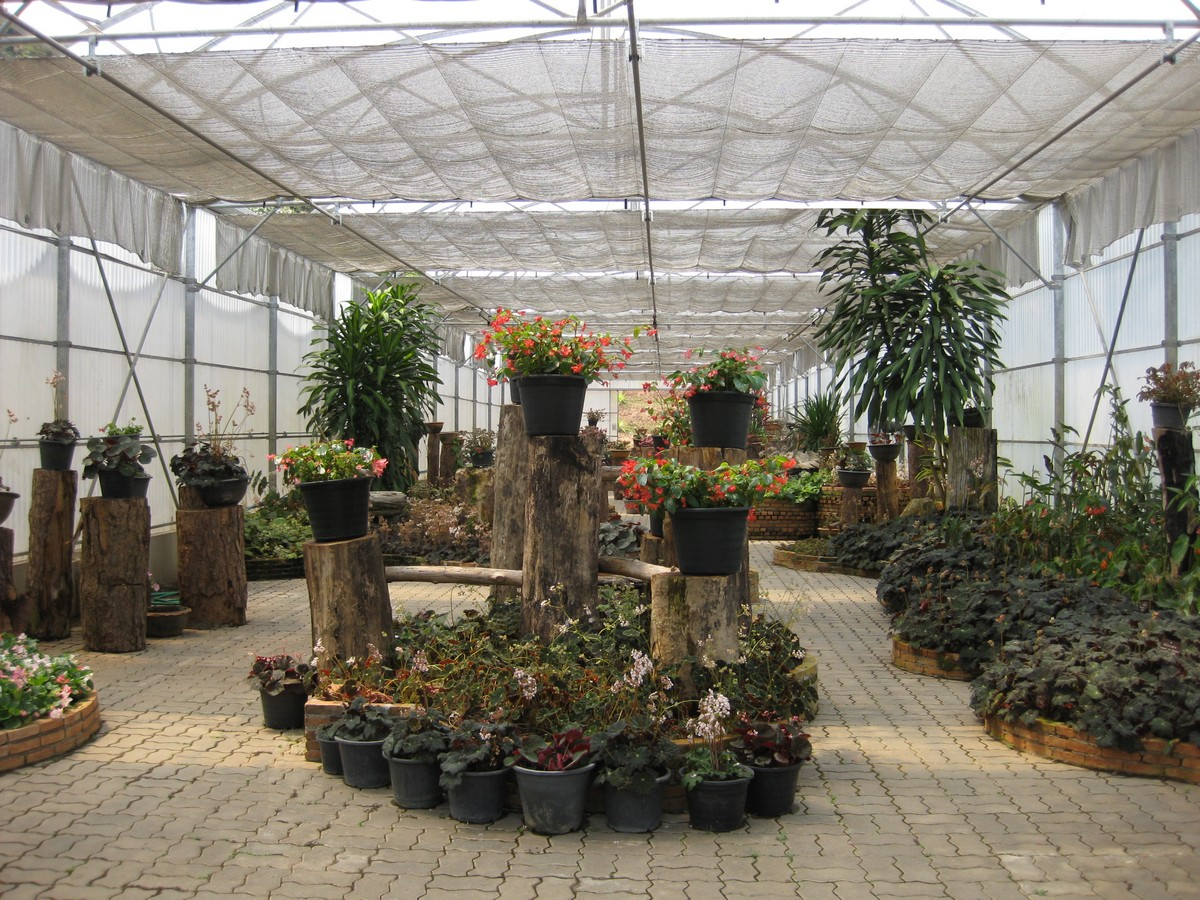
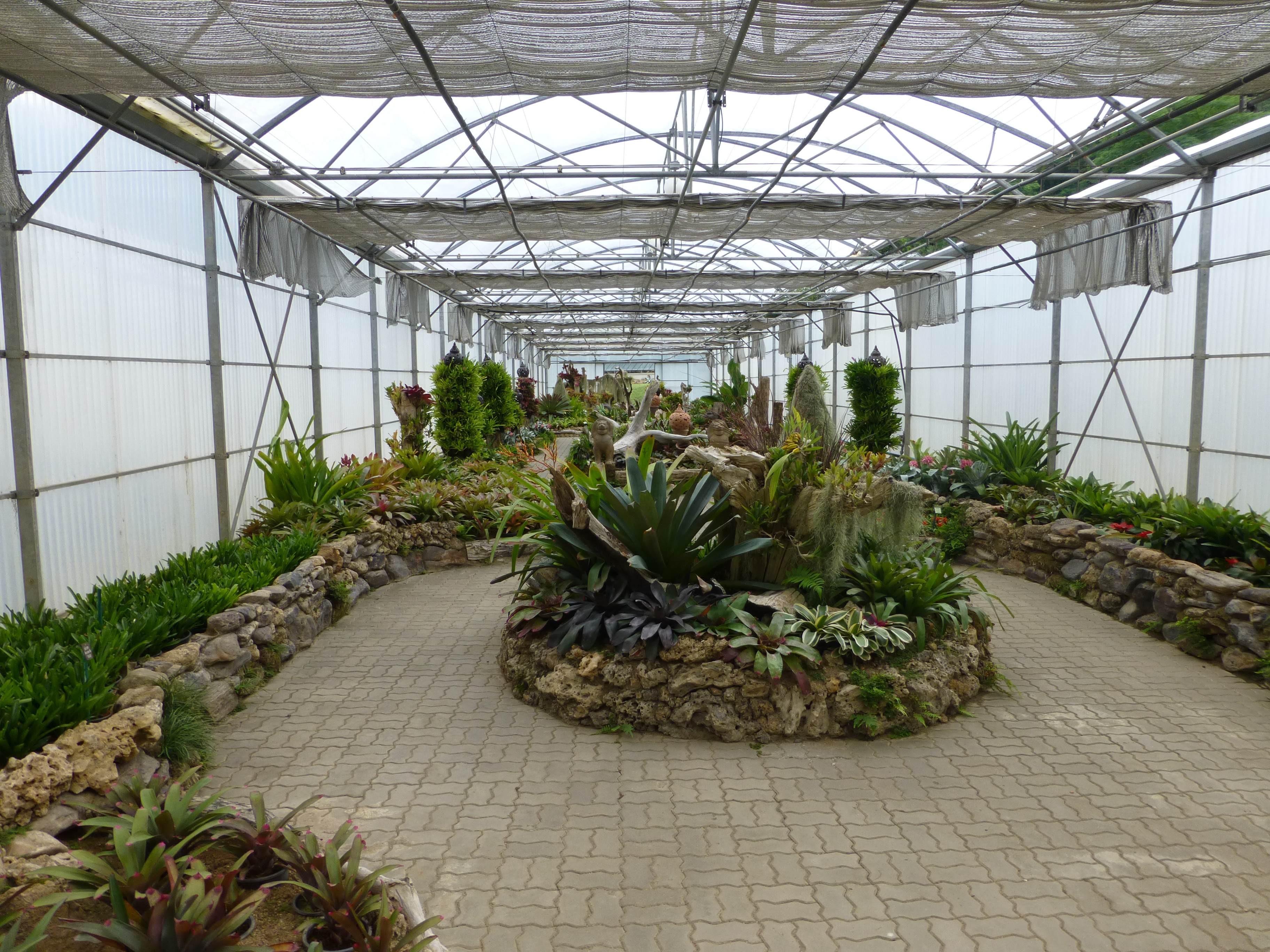
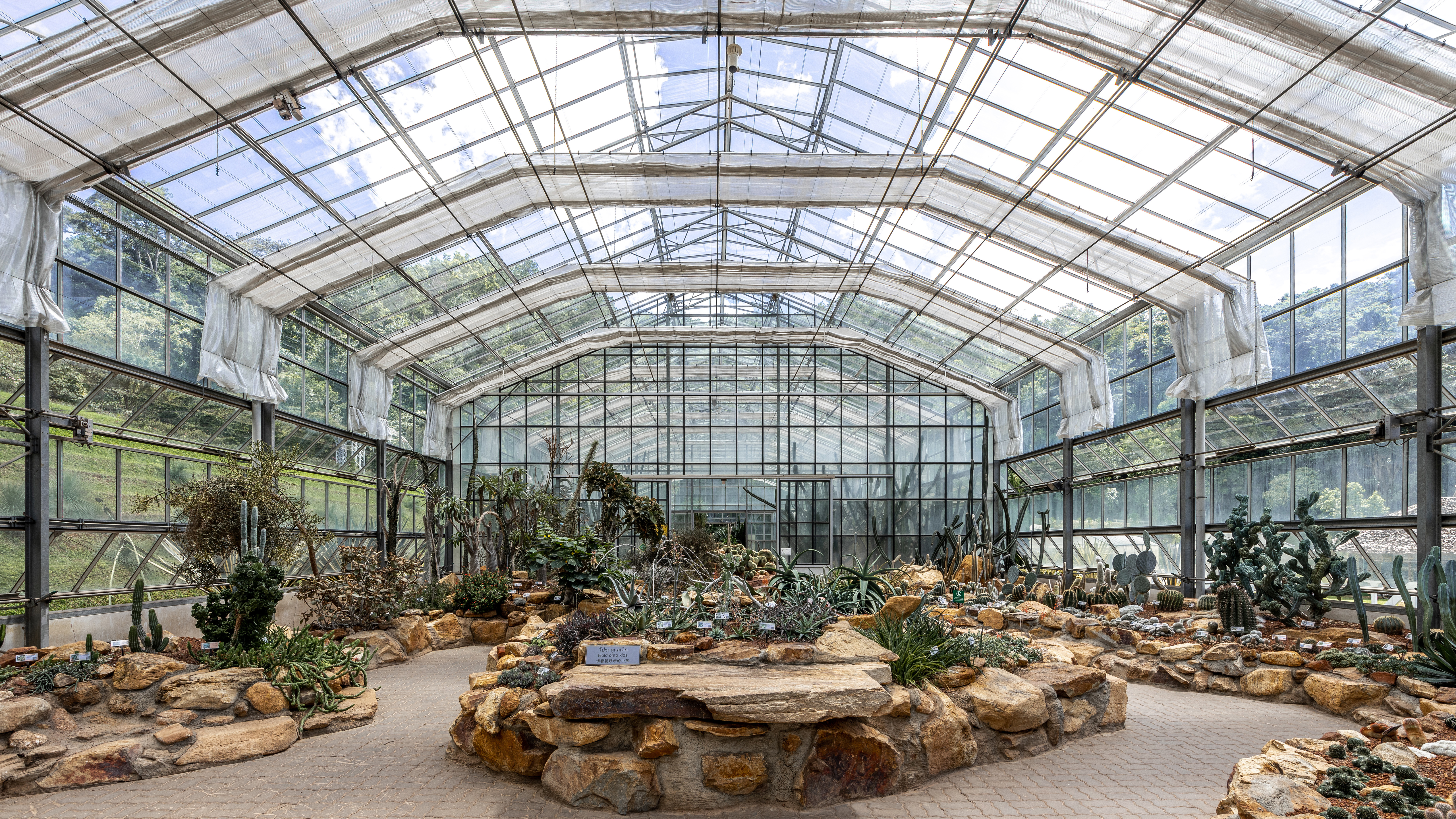

Il y a aussi quatre jardins principaux, trois sentiers pédestres et, depuis 2016, une passerelle métallique longue de 500 m suspendue dans la canopée à 20 m de haut,,.

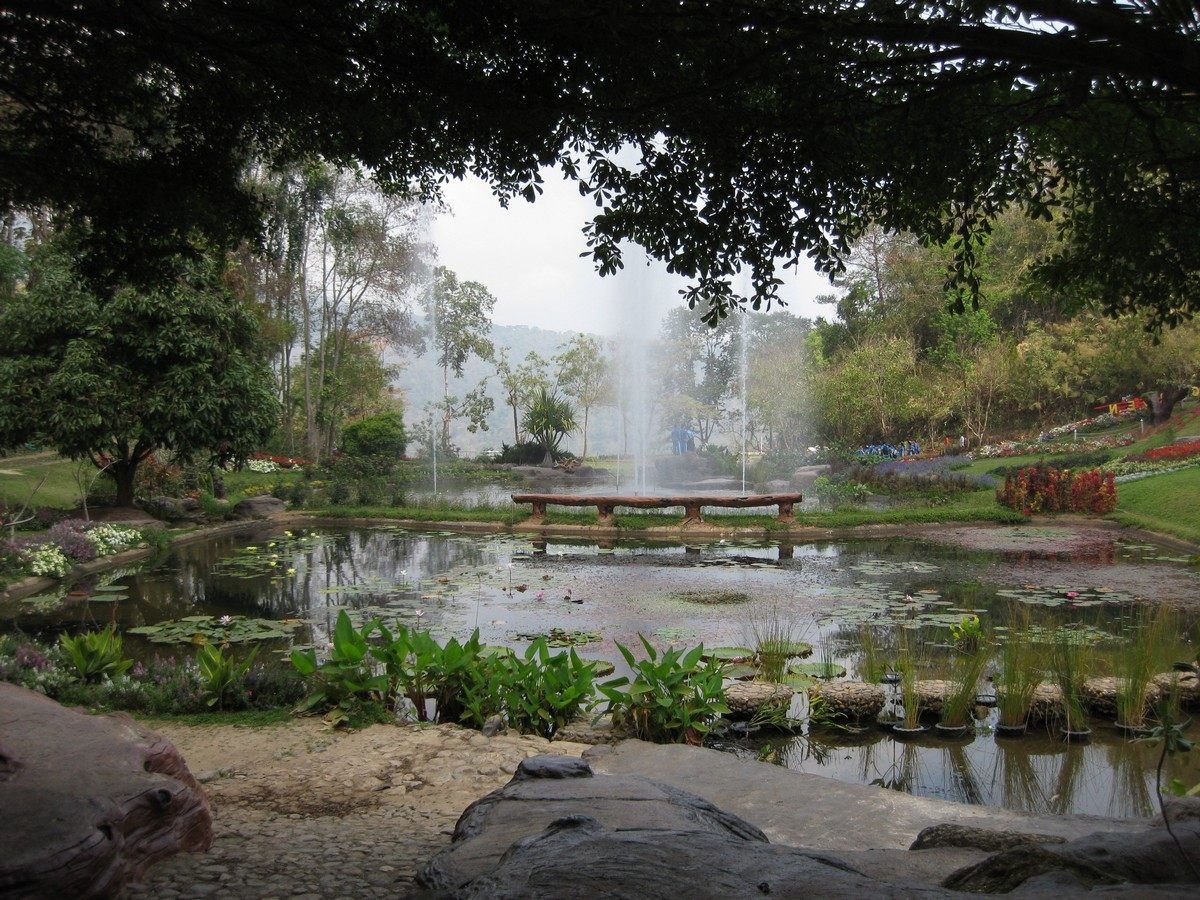
Bassins.
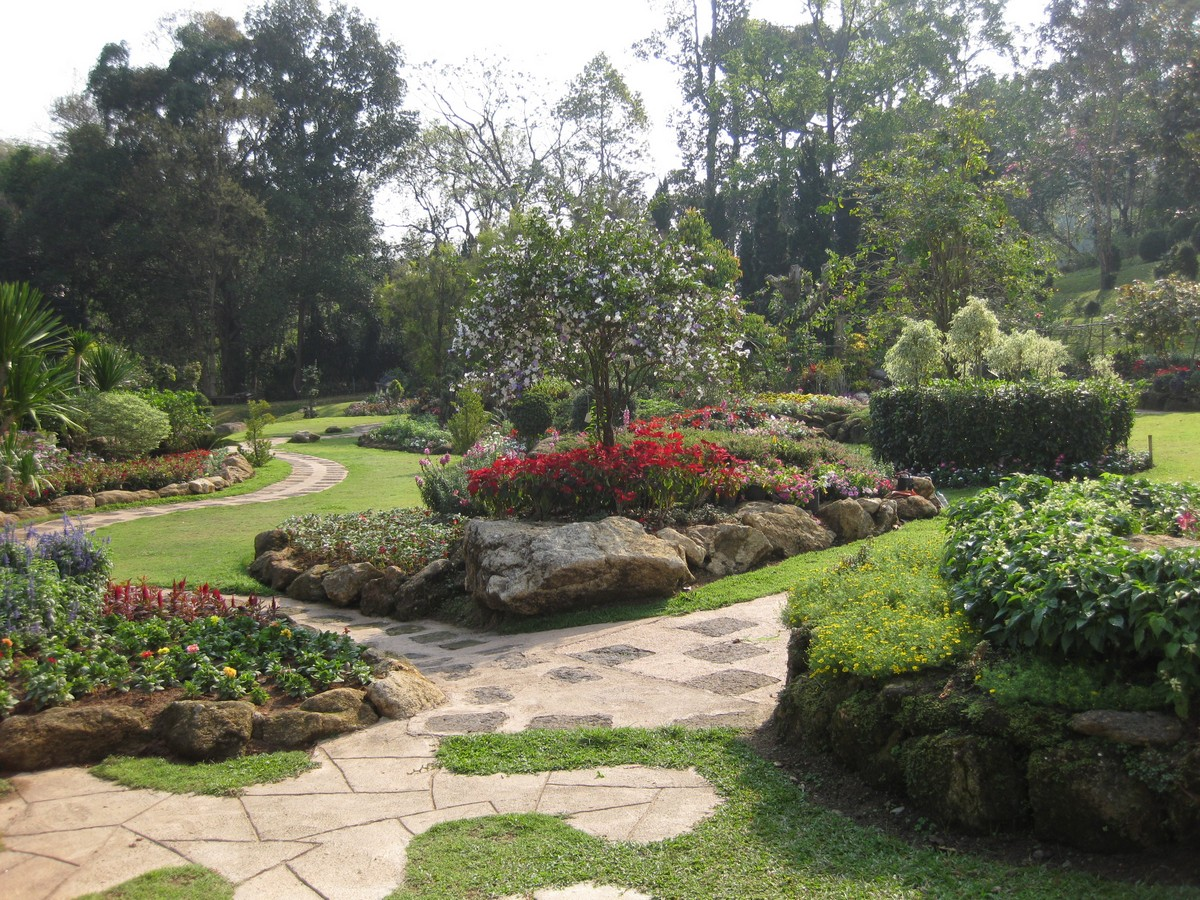
Jardin.
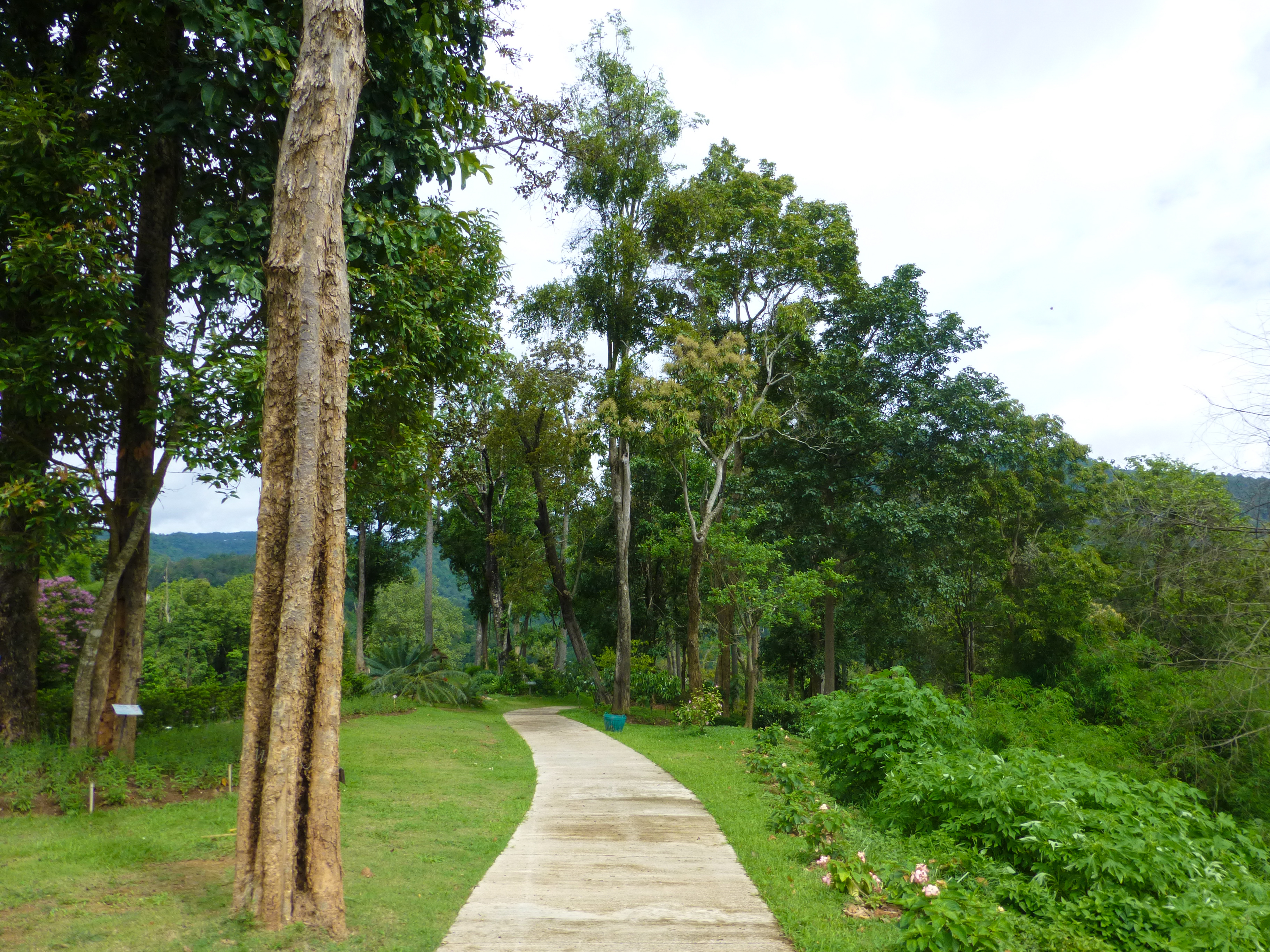
Sentier pédestre.
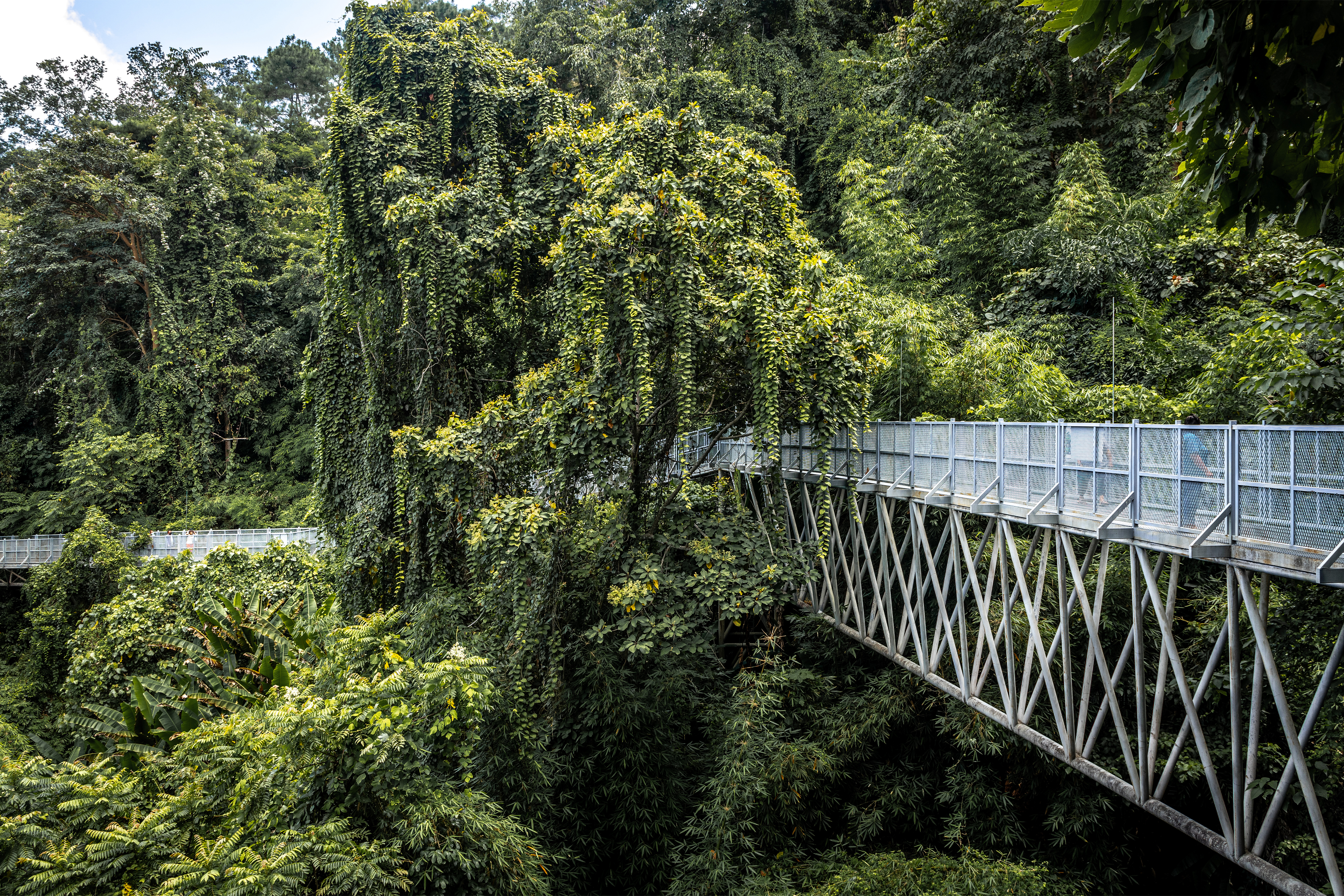
Pont dans la canopée.